# Powiat Abuta
Powiat Abuta (jap. 虻田郡 Abuta-gun) – powiat w Japonii, w prefekturze Hokkaido, podzielony pomiędzy podprefektury Iburi i Shiribeshi. W 2024 roku liczył 39 844 mieszkańców.

## Miejscowości

### Podprefektura Iburi
- Tōyako
- Toyoura

### Podprefektura Shiribeshi
- Kimobetsu
- Kutchan
- Kyōgoku
- Makkari
- Niseko
- Rusutsu